# Rubidiumhydrogensulfid
Rubidiumhydrogensulfid ist ein Rubidiumsalz der Schwefelwasserstoffsäure.

## Herstellung
Rubidiumhydrogensulfid kann durch Einleiten von Schwefelwasserstoff in Rubidiumhydroxidlösung gewonnen werden.
{\displaystyle {\ce {RbOH + H2S -> RbHS + H2O}}}

## Eigenschaften

### Physikalische Eigenschaften
Rubidiumhydrogensulfid kristallisiert im trigonalen Kristallsystem in der Raumgruppe R3m (Raumgruppen-Nr. 166) mit den Gitterparametern a = 453,0 pm, β = 69,3°, und 1 Formeleinheit pro Elementarzelle.
Bei 130 °C findet ein Phasenübergang in eine kubische Kristallstruktur mit dem Gitterparameter a = 692 pm, der Raumgruppe Fm3m (Nr. 225) und 4 Formeleinheiten pro Elementarzelle statt.

### Chemische Eigenschaften
Mit stöchiometrischen Mengen Rubidiumhydroxid reagiert Rubidiumhydrogensulfid zu Rubidiumsulfid weiter.
{\displaystyle {\ce {RbHS + RbOH -> Rb2S + H2O}}}